# Lấy danh nghĩa người nhà
Lấy danh nghĩa người nhà (tiếng Trung: 以家人之名, bính âm: Yǐ jiārén zhī míng, Hán Việt: Dĩ gia nhân chi danh; tên tiếng Anh: Go Ahead) là một bộ phim truyền hình Trung Quốc đại lục phát sóng vào năm 2020. Bộ phim lấy bối cảnh trong thời hiện đại nói về chủ đề gia đình, tuổi trẻ, tình cảm, những câu chuyện trong đời sống thường ngày ở Trung Quốc, được viết và biên tập bởi Thủy Thiên Mặc, Vương Hùng Thành; đạo diễn Đinh Tử Quang; nhà làm phim Long Á cùng với sự tham gia của ba diễn viên chính nổi tiếng là Đàm Tùng Vận, Tống Uy Long và Trương Tân Thành.
Lấy danh nghĩa người nhà được phát sóng ở Đài Truyền hình tỉnh Hồ Nam, Trung Quốc từ ngày 10 tháng 8 năm 2020, phim cũng được phát sóng tại Đài Loan, Malaysia, Hàn Quốc, Việt Nam và một số nước trên thế giới.

## Sản xuất và phát sóng
Bộ phim Lấy danh nghĩa người nhà có chủ đề về đô thị thời hiện đại, thời thanh xuân của thanh thiếu niên trong trường học, được sản xuất với sự đóng góp của các hãng sản xuất gồm: Điện ảnh Hoa Sách (华策影业), Khám Tâm Tình Studio (瞰心晴工作室), Trương Tân Thành Studio (张新成工作室), Công ty trách nhiệm hữu hạn Truyền thông và Văn hóa Hạnh Vận Bắc Kinh (北京幸韵文化传播有限公司). Đạo diễn Đinh Tử Quang (丁梓光), biên kịch Thủy Thiên Mặc (水阡墨), Vương Hùng Thành (王雄成) (cũng là đạo diễn và biên kịch của bộ phim Trạm kế tiếp là hạnh phúc (2020) do Tống Uy Long và Tống Thiến đóng chính), giám đốc sản xuất Cung Chính Văn (龚政文), Đinh Thành (丁诚), nhà làm phim Long Á (龙亚), Trương Chước (张灼), Nhâm Húc (任旭). Các diễn viên chính: Đàm Tùng Vận và Tống Uy Long, Trương Tân Thành. Các diễn viên tham gia xuyên suốt khác gồm Đồ Tùng Nham (涂松岩), Tôn Y (孫銥), Hà Thụy Hiền (何瑞贤), An Qua (安戈), Trương Hi Lâm (张晞临), Dương Đồng Thư (杨童舒), Uyển Nhiễm (苑冉).
Trong bộ phim, có bối cảnh thời thơ ấu của các nhân vật, với các diễn viên nhỏ tuổi Tùng Thượng (丛尚), biệt danh Tiểu hành hoa, đóng vai Lý Tiêm Tiêm thời bé; Từ Uy La (徐崴罗), đóng vai Lăng Tiêu thời bé; Tiêu Lý Trân Chấn (萧李臻瑱) đóng vai Hạ Tử Thu thời bé.
Bộ phim được khởi quay từ ngày 16 tháng 9 năm 2019, đóng máy ngày 29 tháng 12 năm 2019. Quá trình quay diễn ra ở hai địa điểm chủ yếu là thành phố Hạ Môn và thành phố Thanh Đảo. Đây là hai thành phố cấp phó tỉnh đặc biệt của Trung Quốc, đều ở vị trí ven biển Hoa Đông và Hoa Nam. Bộ phim dài 40 tập theo đĩa DVD, dài 46 tập phát sóng trên TV, mỗi tập 45 phút.
Phim được phát sóng trên kênh truyền hình của Đài Truyền hình tỉnh Hồ Nam, hợp tác trong nước với Mango TV, Tencent Video; hợp tác phát sóng nước ngoài với Đài Loan, Malaysia và phát sóng quốc tế thông qua Mango TV. Tại Việt Nam, bộ phim được FPT Play, một kênh của Tập đoàn FPT mua bản quyền phát sóng.
| Kênh               | Phát sóng ở        | Ngày phát sóng           | Thời gian chiếu     |
| ------------------ | ------------------ | ------------------------ | ------------------- |
| Truyền hình Hồ Nam | Trung Quốc đại lục | Ngày 10 tháng 8 năm 2020 | 20:00 giờ hàng ngày |
| Mango TV           | Trung Quốc đại lục | Ngày 10 tháng 8 năm 2020 | 22:00 giờ hàng ngày |
| LINE TV            | Đài Loan           | Ngày 10 tháng 8 năm 2020 | 24:00 giờ hàng ngày |
| IQiyi              | Đài Loan           | Ngày 10 tháng 8 năm 2020 | 24:00 giờ hàng ngày |
| Tencent Video      | Đài Loan           | Ngày 10 tháng 8 năm 2020 | 24:00 giờ hàng ngày |
| Astro Toàn Giai HD | Malaysia           | Ngày 17 tháng 8 năm 2020 | 19:00 giờ hàng ngày |
| Chunghwa TV        | Hàn Quốc           | Ngày 10 tháng 8 năm 2020 | 22:00 giờ hàng ngày |
| Mango TV           | Quốc tế            | Ngày 10 tháng 8 năm 2020 | 22:00 giờ hàng ngày |
| FPT Play           | Việt Nam           | Ngày 10 tháng 8 năm 2020 | 22:00 giờ hàng ngày |
| Huace TV (YT)      | Việt Nam           | Ngày 11 tháng 8 năm 2020 | 23:00 giờ hàng ngày |

## Phân vai
Theo kịch bản và quá trình làm phim, các diễn viên được phân vai:
- Đàm Tùng Vận vai Lý Tiêm Tiêm (李尖尖). Lý Tiêm Tiêm, em gái út trong nhà, thời còn nhỏ được Tùng Thượng, biệt danh Tiểu hành hoa (小葱花) đóng vai. Cô có hình ảnh như một tiểu hiệp nữ, tính tình trời sinh đã lạc quan, quy tắc suy nghĩ khác thường, có điểm đặc biệt, có thiên phú mẫn cảm của một nhà nghệ thuật. Cô thích tất cả đồ ngọt, hồi còn bé chỉ mơ mộng được tới căn nhà xây bằng bánh kẹo trong truyện cổ tích Hansel và Gretel, cho nên suốt ngày phải đi khám nha sĩ. Từ nhỏ đã lớn lên cùng hai người anh trai không cùng quan hệ huyết thống. Cô có thời gian dài đùa giỡn cùng các anh trai, có đời sống không giống con gái, cho nên vẫn có chút mơ hồ với tình yêu. Sau này trở thành nhà điêu khắc gỗ.
- Tống Uy Long vai Lăng Tiêu (凌霄). Anh cả Lăng Tiêu là bác sĩ nha khoa, vẻ ngoài đẹp trai, có năng lực, được xây dựng trên loại hình người đàn ông hoàn thiện, hình tượng khiến phụ nữ có tình cảm, đem lòng thầm thương trộm nhớ; nhưng tính tình có đặc điểm cao ngạo, lạnh lùng, không dễ dàng để tạo mối quan hệ. Biến cố gia đình khiến Lăng Tiêu có vẻ đạm mạc, trưởng thành sớm, kỳ thật anh vẫn luôn khuyết thiếu cảm giác an toàn, vẫn luôn phải nhẫn nhịn, rồi lại phải đấu tranh.[12]
- Trương Tân Thành vai Hạ Tử Thu (贺子秋). Anh trai thứ hai Hạ Tử Thu, con trai của Hạ Mai (贺梅), kinh doanh tiệm cà phê, là bậc thầy đồ ngọt. Anh có thói quen, hành động theo hệ thống rõ ràng, thu hút sự chú ý của những người phụ nữ. Bên cạnh đó, anh còn có những cảm xúc đặc biệt, ngượng ngùng. Anh là người có tâm địa thiện lương, trọng tình cảm, không oán giận số phận của chính mình, cũng không thích bị người khác thương hại. Bề ngoài có vẻ là người tiêu sái thích ứng trong mọi hoàn cảnh, chuyện gì cũng không để ý, nhưng thực ra tâm tư cũng rất cẩn trọng. Chuyện Hạ Tử Thu đã quyết, nhất định phải làm được. Đối với người mà anh đã quyết định thì nhất định anh sẽ bảo vệ thật tốt.
- Đồ Tùng Nham vai Lý Hải Triều (李海潮). Lý Hải Triều là ông chủ của một quán mì nhỏ, cha của Lý Tiêm Tiêm. Là một người cha hiền lành, khoan dung, tinh tế của ba đứa trẻ, rất thích nấu ăn. Các đồ ăn ông thường làm cũng là đồ ăn mà ba anh em thích ăn nhất.[13]
- Trương Hi Lâm vai Lăng Hòa Bình (凌和平). Lăng Hòa Bình là cảnh sát, cha của Lăng Tiêu. Ông là một người đàn ông chính trực trong công việc, thường xuyên bận rộn, dành ít thời gian, không tập trung vào việc chăm sóc con trẻ, sau khi ly hôn cuộc sống trở nên khó khăn, gặp vấn đề tình cảm. Sau đó, ông đem gia đình mình sống cùng với gia đình nhà họ Lý của Lý Hải Triều, từ đây, bối cảnh tạo nên một gia đình kỳ lạ với hai người cha, hai người anh trai, một cô em gái hình thành. Ông là một người tốt, một vị cảnh sát tốt, một người cha tốt.
- Dương Đồng Thư vai Trần Đình (陈婷). Bà là mẹ của Lăng Tiêu, vợ cũ của Lăng Hòa Bình. Sau khi con gái Vân Vân (云芸) qua đời bất đắc kỳ tử khiến tinh thần bất ổn kéo dài, bà thường xuyên cãi vã với chồng, kiệt sức và quyết định ly hôn. Mười năm sau, bà tái hôn ở Singapore và sinh một cô con gái là Tiểu Tranh (小橙). Không may, nghe tin mẹ mình trở bệnh nguy kịch, vì vội vã mà gặp tai nạn giao thông, chồng qua đời còn bà bị thương nặng nằm liệt giường một thời gian dài. Vì trách nhiệm chăm sóc người mẹ đã bặt vô âm tín mười mấy năm mà Lăng Tiêu phải quyết định rời xa gia đình hiện tại, đi du học Singapore. Bà là người đáng thương nhưng cũng ích kỉ, thường xuyên làm tổn thương đến con trai và gây mâu thuẫn với gia đình của con trai.
- Uyển Nhiễm vai Hạ Mai (贺梅). Bà là mẹ của Hạ Tử Thu, mâu thuẫn ly hôn chồng mà không biết rằng đang có thai. Bà sinh Hạ Tử Thu và một mình nuôi nấng. Đã quen biết với gia đình Lý Hải Triều, và sau đó quyết định đến Thâm Quyến một mình vì áp lực, đã giao Tử Thu cho Lý Hải Triều nuôi nấng. Vì đã bỏ mặc con nên luôn áy náy dằn vặt suốt nhiều năm, luôn nhớ con nhưng lại không dám gặp lại.
- Tôn Y vai Tề Minh Nguyệt (齐明月). Tề Minh Nguyệt là phóng viên tin tức, bút danh là Nguyệt Lượng. Là bạn học cấp ba, bạn cùng phòng, đồng thời là bạn thân của Tiêm Tiêm. Lớn lên dưới sự quản giáo nghiêm khắc của người mẹ, Tề Minh Nguyệt là học sinh ưu tú trong mắt thầy cô, là tiểu thư khuê các khéo léo chu toàn trong mắt người lớn, chỉ có lúc ở bên cạnh bạn bè đồng trang lứa cô mới có thể tự do tự tại, thể hiện nội tâm. Quá trình lớn lên trải qua bối cảnh này đã để lại những di chứng khó có thể tháo gỡ trong lòng cô, ví dụ như cô sợ phải ra quyết định, sợ bị chỉ trích. Từng thích Hạ Tử Thu hồi cấp 3, nhưng sau đó lại thích Lăng Tiêu.
- Hà Thụy Hiền vai Đường Xán (唐灿). Tương tự Tề Minh Nguyệt, Đường Xán cũng là bạn học cấp ba, bạn cùng phòng, đồng thời là bạn thân của Tiêm Tiêm. Vì là sao nhí, hoạt động nghệ thuật nhiều mà bị học chậm 1 năm, nên thực ra hơn Tiêm Tiêm và Minh Nguyệt 1 tuổi. Hồi cấp 3 Tiêm Tiêm và Minh Nguyệt từng nhiều lần "khẩu chiến" với cô, được coi như một bộ oan gia, nhưng dần dần đều nhận ra bản chất của nhau là người tốt, trở thành bạn chí cốt. Ngoài mặt thể hiện là một cô gái sành điệu, có lúc hung hãn nhưng thực ra lại là một cô gái ngây thơ và vô cùng thẳng thắn với tâm hồn ấm áp, giàu tình cảm trong cuộc sống[14], cũng từng chịu nhiều tổn thương từ gia đình, đặc biệt là người mẹ. Có đam mê cháy bỏng với nghề diễn viên nhưng sự nghiệp lại lận đận, không như ý.
- An Qua vai Trang Bắc (庄北). Trang Bắc là bạn của Hạ Tử Thu, thời trung học thường chơi bóng rổ cùng nhau, qua thời gian vẫn là bạn tốt. Trong bối cảnh phim, anh là luật sư, ngoại hình cao lớn. Anh lớn lên trong một gia đình hài hòa tốt đẹp, quan hệ với người nhà cũng tốt. Ngoài ra, anh còn là đàn anh khoá trên của Tề Minh Nguyệt. Là người Đường Xán thích, nhưng lại thích Minh Nguyệt.
- Danh sách các diễn viên khác:

- Tống Phương Viên (宋芳园) vai Tần Mỹ Ương (秦美央) tức Tiểu Tranh Tử - em gái cùng mẹ khác cha với Lăng Tiêu; Trần Hấn Nghiên (陈馨妍) vai Cam Nhỏ thời bé
- Lưu Kim Long (刘金龙) vai Triệu Hoa Quang (赵华光) – bố ruột của Hạ Tử Thu, bỏ mặc con đến khi lớn rồi lại đến đòi nhận lại, làm nhiều việc xấu với gia đình hiện tại của Hạ Tử Thu.
- Hác Văn Đình (郝文婷) vai Kim Ngọc Hương (金玉香) - mẹ của Tề Minh Nguyệt
- Triệu Cường (赵刚) vai Tề Quốc Khánh (齐国庆) - bố của Tề Minh Nguyệt
- Vương Tử Du (王子瑜) vai Trần Nguyệt Nga (陈月娥); Mã Kiệt (马杰) vai Đường Quốc Minh (唐国明) - bố mẹ Đường Xán
- Vương Vy (王薇) vai Đỗ Quyên (杜鹃) - đàn chị học cùng trường, sau đó cùng nhau mở xưởng điêu khắc với Lý Tiêm Tiêm
- Úc Tử Dương (郁子阳) vai Trịnh Thư Nhiên (郑舒然) - người cùng nghề với Lý Tiêm Tiêm, quen nhau qua mạng, hẹn hò ngắn ngủi rồi làm bạn bè
- Thôi Nhĩ Khang (崔尔康) vai Chu Diểu (周淼) - chân chạy vặt trong xưởng của Lý Tiêm Tiêm, được Đỗ Quyên thích nhưng đến cuối phim thì chia tay vì cậu ta quá xấu tính
- Tiết Thục Kiệt (薛淑杰) vai dì Tiền (钱) - hàng xóm của 3 người, cũng là người thường xuyên muốn mai mối cho bố Lý
- Triệu Bồi Lâm (赵培琳) vai Hạ Lan (贺兰) - em gái của Hạ Mai
- Phan Tiệp (潘婕) vai mẹ của Trang Bắc
- Chu Ba (周波) vai cậu Trần - anh trai Trần Đình
- Tạ Vũ Đồng (谢雨桐) vai Trương Hồng Anh (张红英)
- Ngô Hủ Hủ (吴栩栩) vai bà Trần - mẹ của Trần Đình, tức bà ngoại của Lăng Tiêu. Là người thường xuyên gây rắc rối cho gia đình Lăng-Lý.

## Nội dung
Tóm tắt nội dung của cốt truyện: bối cảnh phim là Trung Quốc những năm 1990, ba đứa trẻ Lý Tiêm Tiêm, Lăng Tiêu, Hạ Tử Thu không cùng huyết thống lớn lên trong hoàn cảnh khác nhau, trải qua những vấn đề cuộc sống khó khăn, nhưng lại tình cờ ở chung một chỗ và trở thành anh em. Anh cả Lăng Tiêu (Tống Uy Long) – bố mẹ đẻ Lăng Hòa Bình và Trần Đình ly hôn từ lúc anh còn nhỏ, bố thiếu sự quan tâm, mẹ lấy chồng mới, sinh con khác, ít gặp; anh hai Tử Thu (Trương Tân Thành) – bố mẹ cũng đã ly hôn, mẹ là Hạ Mai đặt con theo họ mình vì đã sinh ra và một mình nuôi Tử Thu, rồi để anh lại cho người quen là Lý Hải Triều, đi làm ăn xa; em út Lý Tiêm Tiêm (Đàm Tùng Vận) – con gái của Lý Hải Triều, mẹ mất sớm, bố gà trống nuôi con. Cả ba người được hai người cha là Lý Hải Triều và Lăng Hòa Bình cùng nuôi nấng. Bọn họ nương tựa lẫn nhau, trưởng thành cùng nhau. Sau khi tốt nghiệp trung học, hai người anh trở về gia đình vốn có của mình. Một bên là người nhà đã nhận định, đã quý trọng lẫn nhau. Một bên là cha mẹ ruột nhưng quan hệ lại hết sức lạnh nhạt, thậm chí mâu thuẫn. Bối cảnh tạo nên sự khó lựa chọn trong đời sống gia đình.
Chín năm sau, ba người bọn họ cuối cùng cũng đoàn tụ. Bóng ma tâm lý từ những tổn thương đến từ chính gia đình ban đầu vẫn còn, nhưng bọn họ đã đồng tâm hiệp lực cùng nhau vượt qua khó khăn, trắc trở, dũng cảm đối đầu với chướng ngại, giúp cha mẹ đối diện với vấn đề, cũng giúp bản thân trở thành phiên bản ngày càng tốt hơn của chính mình.
Trong bối cảnh phim, mối quan hệ của các nhân vật có sự đan xen, tạo đề tài bàn tán cho người hâm mộ. Nhân vật Lăng Tiêu và Hạ Tử Thu có tình yêu với Lý Tiêm Tiêm, bên cạnh đó, Tề Minh Nguyệt – bạn thân của Lý Tiêm Tiêm cũng yêu Lăng Tiêu.
Nội dung Lấy danh nghĩa người nhà đặt ra những khẳng định về triết lý tồn tại trong cuộc sống đời thường, khái quát và được nêu rõ trong lời thoại của diễn viên.
Lấy danh nghĩa người nhà đã phát sóng tập cuối (tập 46) ở Trung Quốc đại lục qua Mango TV ngày 6 tháng 9 và tại Việt Nam qua FPT Play ngày 10 tháng 9 năm 2020.

## Nhạc phim
| STT | Nhan đề                            | Phổ lời        | Phổ nhạc                 | Trình bày              | Thời lượng |
| --- | ---------------------------------- | -------------- | ------------------------ | ---------------------- | ---------- |
| 1.  | "Không sợ hãi" (无畏)              | Tát Cát (萨吉) | Kim Đại Châu (金大洲)    | Mã Địch (马頔)         | 03:04      |
| 2.  | "Cha sẽ luôn ở đây" (我会守在这里) | Tát Cát (萨吉) | Kim Đại Châu (金大洲)    | Mao Bất Dịch (毛不易)  | 02:55      |
| 3.  | "Ánh sáng vô hình" (看不见的光)    | Tát Cát (萨吉) | Thôi Sắt Trí (崔瑟智)    | Triệu Bối Nhĩ (赵贝尔) | 03:17      |
| 4.  | "Like a Breeze" (Như một làn gió)  | Tát Cát (萨吉) | Hoàng Dũng Châu (黄湧周) | Đàm Tùng Vận           | 03:08      |
| 5.  | "Mưa" (雨)                         | Tát Cát (萨吉) | Tôn Thu (孙秋)           | Thẩm Dĩ Thành (沈以诚) | 03:37      |
| 6.  | "If rain" (Nếu mưa)                | Tát Cát (萨吉) | Tôn Thu (孙秋)           | Tát Cát (萨吉)         | 03:30      |
| 7.  | "My Everything" (Tất cả)           | Tát Cát (萨吉) | Kim Đình Hà (金廷河)     | Kim Tuấn Thực (金骏植) | 03:47      |

## Quảng bá & xếp hạng người xem

### Quảng bá
Ngày 31 tháng 10 năm 2019, buổi gặp gỡ công chiếu đã phát hành bộ áp phích đầu tiên, chính thức công bố dàn diễn viên bộ phim. Vào ngày 7 tháng 8 năm 2020, bộ phim trước khi khởi chiếu đã phát hành một áp phích thứ hai về chân dung gia đình và thông báo lịch phát sóng tại Đài Truyền hình Hồ Nam vào ngày 10 tháng 8.

### Xếp hạng người xem
Tính đến ngày 18 tháng 8 năm 2020, Lấy danh nghĩa người nhà đạt mức rating 1,52% trên toàn quốc, xếp vị trí thứ nhất Trung Quốc. Trên bảng tỉ suất người xem tại 59 thành phố, phim cũng đạt ngôi đầu với mốc 2,565%. Ngoài ra, bảng thống kê ghi nhận phim đạt tỷ suất trung bình 1,88% trong suốt thời gian lên sóng, lần chạm mốc cao nhất trong gần hai tiếng là 2,315%. Bộ phim trở thành phim truyền hình nổi tiếng bậc nhất Trung Quốc khi được công chiếu năm 2020.
| Thống kê rating của CMS59, Đài Truyền hình Hồ Nam | Thống kê rating của CMS59, Đài Truyền hình Hồ Nam | Thống kê rating của CMS59, Đài Truyền hình Hồ Nam | Thống kê rating của CMS59, Đài Truyền hình Hồ Nam | Thống kê rating của CMS59, Đài Truyền hình Hồ Nam | Thống kê rating của CMS59, Đài Truyền hình Hồ Nam | Thống kê rating của CMS59, Đài Truyền hình Hồ Nam | Thống kê rating của CMS59, Đài Truyền hình Hồ Nam | Thống kê rating của CMS59, Đài Truyền hình Hồ Nam | Thống kê rating của CMS59, Đài Truyền hình Hồ Nam | Thống kê rating của CMS59, Đài Truyền hình Hồ Nam |
| Thứ tự                                            | Ngày thống kê                                     | Rating                                            | Chia sẻ của khán giả (%)                          | Xếp hạng                                          |                                                   | Thứ tự                                            | Ngày thống kê                                     | Rating                                            | Chia sẻ của khán giả (%)                          | Xếp hạng                                          |
| ------------------------------------------------- | ------------------------------------------------- | ------------------------------------------------- | ------------------------------------------------- | ------------------------------------------------- | ------------------------------------------------- | ------------------------------------------------- | ------------------------------------------------- | ------------------------------------------------- | ------------------------------------------------- | ------------------------------------------------- |
| Tập 1 – tập 2                                     | 10/08/2020                                        | 3.096                                             | 11,54                                             | 1                                                 | Tập 25 – tập 26                                   | 25/08/2020                                        | 1.906                                             | 7,43                                              | 1                                                 |                                                   |
| Tập 3 – tập 4                                     | 11/08/2020                                        | 2.681                                             | 9,87                                              | 1                                                 | Tập 27 – tập 28                                   | 26/08/2020                                        | 1.886                                             | 7,28                                              | 1                                                 |                                                   |
| Tập 5 – tập 6                                     | 12/08/2020                                        | 2.817                                             | 10,36                                             | 1                                                 | Tập 29 – tập 30                                   | 27/08/2020                                        | 2.412                                             | 9,25                                              | 1                                                 |                                                   |
| Tập 7 – tập 8                                     | 13/08/2020                                        | 2.651                                             | 10                                                | 1                                                 | Tập 31                                            | 28/08/2020                                        | 1.749                                             | 6,57                                              | 1                                                 |                                                   |
| Tập 9                                             | 14/08/2020                                        | 1.647                                             | 6,26                                              | 1                                                 | Tập 32                                            | 29/08/2020                                        | 1.962                                             | 7,26                                              | 1                                                 |                                                   |
| Tập 10                                            | 15/08/2020                                        | 2.040                                             | 7,59                                              | 1                                                 | Tập 33 – tập 34                                   | 30/08/2020                                        | 1.691                                             | 6,70                                              | 1                                                 |                                                   |
| Tập 11 – tập 12                                   | 16/08/2020                                        | 2.565                                             | 9,52                                              | 1                                                 | Tập 35 – tập 36                                   | 31/08/2020                                        | 1.824                                             | 7,21                                              | 1                                                 |                                                   |
| Tập 13 – tập 14                                   | 17/08/2020                                        | 2.441                                             | 9,1                                               | 1                                                 | Tập 37 – tập 38                                   | 01/09/2020                                        | 1.782                                             | 6,47                                              | 1                                                 |                                                   |
| Tập 15 – tập 16                                   | 19/08/2020                                        | 2.661                                             | 10,07                                             | 1                                                 | Tập 39 – tập 40                                   | 02/09/2020                                        | 1.934                                             | 7,63                                              | 1                                                 |                                                   |
| Tập 17 – tập 18                                   | 20/08/2020                                        | 2.460                                             | 9,19                                              | 1                                                 | Tập 41 – tập 42                                   | 03/09/2020                                        | 1.712                                             | 6,96                                              | 1                                                 |                                                   |
| Tập 19                                            | 21/08/2020                                        | 1.914                                             | 7,08                                              | 1                                                 | Tập 43 – tập 44                                   | 04/09/2020                                        | 1.563                                             | 5,9                                               | 2                                                 |                                                   |
| Tập 20                                            | 22/08/2020                                        | 2.147                                             | 7,97                                              | 1                                                 | Tập 45                                            | 05/09/2020                                        | 1.777                                             | 6,64                                              | 1                                                 |                                                   |
| Tập 21 – tập 22                                   | 23/08/2020                                        | 1.901                                             | 6,99                                              | 1                                                 | Tập 46                                            | 06/09/2020                                        | 2.148                                             | 8,5                                               | 1                                                 |                                                   |
| Tập 23 – tập 24                                   | 24/08/2020                                        | 2.337                                             | 8,86                                              | 1                                                 | Kết thúc                                          | Kết thúc                                          | Kết thúc                                          | Kết thúc                                          | Kết thúc                                          |                                                   |

## Đánh giá
Khi được phát sóng, bộ phim nhanh chóng nhận được nhiều đánh giá cốt truyện từ các mạng xã hội, kênh truyền hình, báo chí ở Trung Quốc và nước ngoài:
- Từ Netease Entertainment Review: " "Lấy danh nghĩa người nhà" thể hiện một cách trực quan gia đình trong xã hội hiện tại, làm rõ và sâu sắc mối quan hệ tình cảm của hai, thậm chí ba thế hệ với sự trưởng thành của ba người trẻ. Dẫn dắt mọi người tìm thấy mối quan hệ cha mẹ – con cái lành mạnh nhất, hàn gắn lẫn nhau, hòa giải bản thân và cùng nhau trở thành những người tốt hơn."[24][29]
- Nhân dân nhật báo ở nước ngoài: "Lấy danh nghĩa người nhà quét sạch bầu không khí chua xót trầm mặc, bằng khí chất trẻ trung và phong cách nhẹ nhàng, bình dân nhưng không thô tục; đầy sự tử tế và tự nhiên, sống động và tươi mới, khai thác vẻ đẹp cuộc sống trong sự bất cần của con người.[30]
- Nhân dân nhật báo ở nước ngoài: "Các bối cảnh phim được tường thuật thể hiện mối quan hệ nhân vật dựa trên sự tương phản và xây dựng làm nổi bật tính cách của các nhân vật, giữa hai người cha, hai người anh trai, giữa cha nuôi và cha ruột, giữa cha nuôi và mẹ ruột, và giữa các bạn phái nữ. Các quan niệm đạo đức và nguyên tắc sống khác nhau đã hình thành nên những mối quan hệ vừa tương phản, vừa bổ sung, vừa đối lập nhau, vừa làm cho nhân vật trong vở kịch này trở nên phức tạp, phong phú và sinh động.[30]
- Nhân dân nhật báo ở nước ngoài: "Bộ phim đáp lại những đạo lý cao đẹp và những tình cảm sâu sắc còn thiếu trong xã hội hiện nay một cách nghệ thuật. Trong phim có nhiều diễn viên thần tượng giới trẻ nhưng cốt truyện không thần tượng hóa hay lãng mạn hóa mà chỉ dừng lại ở mức độ rõ ràng, đi sâu vào vẻ đẹp tinh thần."[30]
- Mạng Trung Quốc: "Lấy danh nghĩa người nhà có góc nhìn mới lạ và dàn diễn viên hùng hậu, nhưng cốt truyện có phần dần đi lệch khỏi tiêu đề của phim, và nó bắt đầu phát triển theo hướng tình yêu đa góc độ. Thật tiếc cho một bộ phim hay và đầy tiềm năng như vậy. Để đạt được sự nổi tiếng, lựa chọn này thực sự không khôn ngoan."[31]

Ở Trung Quốc, Lấy danh nghĩa người nhà đã mở rộng phổ biến ngay khi được phát sóng; ở Việt Nam, phim trình chiếu trên kênh internet như FPT Play và trở nên đặc biệt trong giới trẻ. Số lượng người theo dõi và đánh giá tốt bộ phim tăng lên nhanh chóng, trở thành một bộ phim thu hút. Nội dung phim đa chiều khiến khán giả Việt Nam bàn tán, phân tích và tranh luận. Bên cạnh đó, bộ phim gây sốt đối với khán giả, theo thống kê trên Weibo tính đến ngày 20 tháng 8 năm 2020, những đề tài liên quan đến nội dung, diễn biến và các nhân vật thu hút 11,14 tỷ lượt đọc và 6,2 triệu lượt thảo luận. Trong đó, nhiều cảnh phim gây chú ý, được chia sẻ nhiều trên các diễn đàn, mạng xã hội. ví dụ như: Lý Tiêm Tiêm thông báo có kinh nguyệt; Lăng Tiêu gặp ác mộng khi gặp lại mẹ đẻ; ba anh em cầu nguyện mưa sao băng; Lăng Tiêu cướp giấy vệ sinh của Hạ Tử Thu.
Với cụm từ khóa Đàm Tùng Vận, Tống Uy Long, Trương Tân Thành chụp ảnh cho nhau, ba diễn viên đã giữ vị trí cao nhất trên bảng xếp hạng từ khóa của Weibo (ngày 19 tháng 8). Cụm từ khóa này đánh bật hoàn toàn những từ khóa đang được quan tâm liên quan đến phim Lưu Ly mỹ nhân sát hay truyền hình thực tế Nhà hàng Trung Hoa 4 của Triệu Lệ Dĩnh – Hoàng Hiểu Minh.

## Các vấn đề khác
Xuất hiện phong trào tẩy chay tác phẩm Lấy danh nghĩa người nhà đã và đang diễn ra sôi nổi khi khán giả Việt Nam phát hiện bộ ba diễn viên chính Đàm Tùng Vận, Tống Uy Long cùng Trương Tân Thành từng đăng tải những trạng thái ủng hộ Đường chín đoạn – một tuyên bố chủ quyền của Trung Quốc đối với biển Đông, năm 2018. Các trạng thái công khai đều bao gồm khẳng định: "Trung Quốc, một tấc đất cũng không thể thiếu". Không ít người hâm mộ Lấy danh nghĩa người nhà tại Việt Nam tuyên bố sẽ dừng xem phim. Tiếp sau đó, hàng loạt bài viết khẳng định sẽ bỏ theo dõi tác phẩm này cũng như ngừng yêu mến các nghệ sĩ trong phim. Thậm chí, trên các diễn đàn phim ảnh, trang cá nhân của người nổi tiếng ở Việt Nam cũng xuất hiện các trạng thái mang nội dung tẩy chay tương tự.